# Inge Platzer
Inge Platzer (* 11. Juni 1930 in Stralsund; † 2014 in Berlin-Pankow) war eine deutsche Malerin und Grafikerin.

## Leben und Werk
Inge Platzer studierte von 1951 bis 1958 bei Arno Mohr, Kurt Robbel und Walter Womacka an der Hochschule für bildende und angewandte Kunst Berlin-Weißensee. Danach arbeitete sie als freischaffende Künstlerin in Berlin. Sie erhielt u. a. von Institutionen und Betrieben Gemäldeaufträge und übernahm einige Kinderbuchillustrationen.
Als sie sich Ende der 1970er Jahre im Zusammenhang mit dem Dienst ihres Sohnes bei der NVA mit dem „Armeethema“ befasste, erhielt sie einen Arbeitsauftrag des Ministeriums für Nationale Verteidigung, in dessen Rahmen sie sogar an einer Militärübung teilnehmen konnte. Sie war die erste Künstlerin, deren Arbeit in der Rubrik Bildkunst der Zeitschrift Armeerundschau veröffentlicht wurde (Heft 6/1979). Ihre Farblithografie Wald-Tschainaja (42 × 60 cm) wurde in einer Auflage von 150 Exemplaren für 25 Mark zum Kauf angeboten. Zu ihrem Tafelbild Junge Soldaten im Schützenpanzer (Öl, 1977) liest man „… junge Menschen, die müde dreinschauen, eher skeptisch als siegesgewiss, noch nicht einmal frohen Herzens die Pflicht erfüllend“.
In mehreren Werken befasste Inge Platzer sich mit der deutschen Novemberrevolution.
Inge Platzer war bis 1990 Mitglied des Verbandes Bildender Künstler der DDR. Sie war verheiratet mit dem Gebrauchsgrafiker Rudolf Platzer (1930–2020).
Bilder und Werke Inge Platzers befinden sich u. a. im Kulturhistorischen Museum Stralsund, im Kunstarchiv Beeskow, im Archiv der Akademie der Künste und in der Kunstsammlung der Universität Leipzig.

## Werke (Auswahl)

### Tafelbilder
- Fußballspiel (Mischtechnik, 1974; Kunstsammlung der Universität Leipzig)[6]

### Architekturbezogene Werke
- Ornamentales Wandrelief (Flachrelief) mit Blättern und Blüten (Berlin, Foyer des Feierabendheims Fritz Bischoff, heute Kursana-Domizil Marzahn, Märkische Allee 68), 1979, 2,50 × 6,00 m, Lindenholz (nicht erhalten)[7]
- Drei Wandbilder (Berlin, Fassade der Kindertagesstätte Blumberger Damm 139–141), 1981

### Buchillustrationen
- Wer arbeitet wo? Ein Berufslegespiel. Verlag Junge Welt, Berlin 1974.
- Günter Kämpfe: Autos, Straßen und Verkehr. Mein kleines Lexikon. Der Kinderbuchverlag, Berlin 1976 (mit Rudolf Platzer).
- Wir malen den Herbst. Verlag Junge Welt, Berlin 1986 (Bilderbuch).
- Wir malen den Frühling. Verlag Junge Welt, Berlin 1987 (Bilderbuch).
- Wir malen den Winter. Verlag Junge Welt, Berlin 1988 (Bilderbuch).

## Ausstellungen

### Einzelausstellung
- 1984: Berlin, Kleine Galerie Pankow (Gemälde, Holzgestaltungen und Grafik)[8]

### Ausstellungsbeteiligungen
- 1975, 1979 und 1981: Berlin, Bezirkskunstausstellungen
- 1981: Dresden, Ausstellungszentrum am Fučík-Platz („25 Jahre NVA“)
- 1982: Dresden, Armeemuseum („Dem Frieden verpflichtet“)
- 1982/1983: Dresden, IX. Kunstausstellung der DDR
- 1984: Berlin, Altes Museum („Junge Künstler der DDR“)
- 1986: Potsdam („Soldaten des Volkes – dem Frieden verpflichtet“. Ausstellung zum 30. Jahrestag der NVA)[9]
- 1986/1987: Suhl („Das sicher sei, was uns lieb ist“. Ausstellung zum 40. Jahrestag der Gründung der Grenztruppen der DDR)